# 喪服
喪服（もふく）とは、葬儀や法事などに参加する際に着用する礼服。藤衣や喪衣（もぎぬ、もごろも）などとも呼ぶ。

## 西洋における喪服
西洋における喪服は黒を基調としていることが多い。ヨーロッパでは黒は死の恐怖の色とされ、古代ギリシャでは葬式の参列者が黒の衣服を身に着けていた。ただし、ハンガリーなどでは白を基調とする喪服で葬儀に参列する風習がある地域もある。

### 近世
近世ヨーロッパで黒の喪服を身に着けた歴史上初めての人物はシャルル8世の王妃のアンヌ王妃とされている。さらにアンヌ王妃のルイ12世との再婚後、アンヌ王妃の葬儀でルイ12世は伝統的な紫色のものではなく黒色の喪服を身に着けたことから黒色の喪服の着装が広まった。

### 近代
19世紀になると識字率の向上や印刷技術の発展に伴い、定期刊行物の発行が相次ぎ、女性向けのモード雑誌で冠婚葬祭のエチケットが取り上げられたり、礼儀作法書に冠婚葬祭の服装規範が記されたりするようになった。これらの礼儀作法書や雑誌では、最も厳格な大喪服や半喪服について記されている。

### 現代
儀式や服装の簡略化に伴い、正礼装や準礼装のモーニングコートやディレクターズスーツが用いられることは少なく、略礼装のダークスーツが用いられることが多い。第41代アメリカ合衆国大統領ジョージ・H・W・ブッシュの葬儀でも、男性は濃い灰色や紺色のダークスーツに青や紺など地味な色合いのネクタイをあわせた服装の出席者が多い。女性も暗い色の服が多い。

## 東洋における喪服
古来、東洋では喪服は白を基調していた。死装束が白色であることなどその名残も見られる。近代に入って黒色の喪服も一般的に用いられるようになった。

### 中国
中国では冠婚葬祭を紅白喜事と称する。伝統的な結婚式では赤色を基調としているのに対し、伝統的な葬式では白色を基調とした喪服を身に着ける。都市部では白のほか黒やグレーの喪服に黒の喪章を付けて葬儀に参列することが一般的になっている。

### 日本
喪服は黒や薄墨色が一般的になっている。ただし、和服の場合は喪主と喪主の配偶者が白を着用することもある。赤などの派手な色はふさわしくないとされている。なお、喪主（葬家）の家族・親族または会葬者で学生・生徒・児童・園児などがいる場合で学校などの制服がある場合は、その制服を着用する（させる）ことが多い。
また、警察官・自衛官・消防官・海上保安庁等の官公庁職員等の葬儀で部隊規模での参列の場合、同僚等は喪服の代わりに制服を着用して参列する事が多い。その場合、記章・略章等を外すことが望ましい。
本来喪服とは、遺族が「喪に服している」ということを意味するもので、正式と略式と呼ばれるものがあり、親族は正式のものを着用する。

#### 歴史

##### 白喪服
16世紀の戦国時代に、キリスト教カトリックの布教を日本で行った、イエズス会の宣教師のルイス・フロイスは、著書『日欧文化比較』で、同時代の日本の喪服の色が白であったと、書き記している。
江戸時代まで、喪服は喪主に限らず、大坂では白が一般的であった。全国的にもこの習わしは多くみられ、男性は白の裃に忌中笠、女性は婚礼時の白無垢などを着た。大坂では親族は白または水色の無紋の麻の上下で、夏は白の晒を着用した。庶民は貸衣装を利用したが、裕福な者は自前のものを用意し、葬儀ごとに作る者もあった。女性も白絹白麻布の着物に白絹白綸子の帯を着用した。これに対し、江戸では親族でも染服に小紋上下を着用した。。この当時、参列者が喪服を着ることはなく、親族だけが着るものであった。現代でもこの白喪服の名残りとして、親族が黒喪服の衿や肩に白い布をかける風習が残る地域がある。

##### 黒喪服
明治11年の大久保利通の葬儀の際多くが黒の大礼服で出席し、上流階級において黒が喪の色として認識され、次第に明治期を通じて黒に変わっていった。和服では、男性は紋付地黒の羽織袴、女性は黒色の紋付が着用されるようになった。
昭和30年代には、喪主や親族以外は洋服の喪服を着用するようになった。このころからジェットなどの黒色のネックレスが、昭和39年ごろからは真珠のネックレスが喪服のアクセサリーとして用いられるようになった。
日本の葬儀で着るブラックスーツは、今日では日本独特の風習である。
昭和41年8月にイギンが京塚昌子を、昭和50年には東京ソワールが浅丘ルリ子を専属モデルとして起用して既製品喪服の広告を打ち、既製服の洋装喪服が一般化した。一方、地方では白喪服の風習が残る地域もあった。

#### 和装の喪服
- 黒喪服
  - 現代の和服での喪の礼装である。五つ紋をつけ、黒の帯を合わせる。
  - 関東では羽二重、関西では一越ちりめんで作る。藍を染めた上から黒に染めると関東風、紅を染めた上から黒に染めると関西風になる[15]。
  - 黒喪服は、明治維新後に西洋のブラックフォーマルにならったものである。以前は白の下着を重ねていたが、昭和10年頃より不幸が重なるという迷信から省略されるようになった。帯についても、現在は同様の理由で袋帯を避け、名古屋帯を合わせるようになった[16]。
- 色喪服
  - 法事や通夜のときに着る喪の略礼装である。黒地か寒色の帯を合わせる。故人が亡くなってから何年後の法事から色喪服を着用するかは、地方により異なる[17]。